# محوطه تندبین شمالی
محوطه تندبین شمالی مربوط به عصر آهن I- دوران‌های تاریخی پس از اسلام است و در شهرستان طوالش، بخش مرکزی، روستای تندبین واقع شده و این اثر در تاریخ ۲۲ مرداد ۱۳۸۴ با شمارهٔ ثبت ۱۳۲۲۱ به‌عنوان یکی از آثار ملی ایران به ثبت رسیده است.